# Горшкова, Елизавета Вениаминовна
Елизавета ВениаминовнаГоршкова (род. 10 мая 1990, Макеевка, Донецкая область) — российская пловчиха. 16 кратная чемпионка России. Мастер спорта России международного класса.

## Биография
Родилась в Макеевке 10 мая 1990 года. В 1993 году переехала в посёлок городского типа Цементнозаводский, республика Коми, Россия. Осенью 1996 года была принята в школу плавания КСК Цементник. Первый тренер — Д. В. Шаляпин.
В 2003 году переехала в Оренбург и стала выступать за спортивный клуб «Газовик» под руководством В. А. Кириллова. На отборочных соревнованиях на Кубок России в Уральском федеральном округе выполнила норматив кандидата в мастера спорта.
В 2004 году выиграла первенство России по плаванию в Волгограде на дистанции 1500 м, выполнив норматив мастера спорта России, после чего перебралась в Санкт-Петербург и была зачислена в училище олимпийского резерва № 1, где тренировалась под руководством С. К. Егоренко и М.Горелика. Год спустя вернулась к своему первому тренеру Д. В. Шаляпину, а в 2006 году впервые стала чемпионкой России на дистанции 1500 м.
В 2007 году переехала в Подмосковье и начала выступать за ЦСКА и сборную Москвы под руководством Е. А. Ульяновой. Вскоре перешла на открытую воду, стала участвовать в заплывах на 5 и 10 км, а позже и на 25 км.
Универсальный пловец: выступает на дистанциях от 400 м в бассейне до 25 км на открытой воде.

## Достижения
- Победитель первенства России: 2004
- Бронзовый призёр первенства России на открытой воде: 2008
- Чемпионка России: 2006, 2012 (дважды), 2013 (трижды), 2014 (трижды), 2015 (дважды), 2016
- Серебряный призёр чемпионата России: 2006, 2007, 2011 (дважды), 2012 (дважды), 2013
- Бронзовый призёр чемпионата России: 2005, 2009, 2010 (четырежды), 2011 (дважды), 2012 (дважды), 2013, 2014
- Победитель этапа Кубка мира ФИНА: 2010
- Призёр этапа Кубка мира ФИНА: 2012
- Победитель этапа Кубка Европы: 2012